# Filippinskt piggsvin
Filippinskt piggsvin (Hystrix pumila) är en däggdjursart som först beskrevs av Albert Günther 1879.  Hystrix pumila ingår i släktet egentliga piggsvin och familjen jordpiggsvin. Inga underarter finns listade.

## Utseende
Arten når en kroppslängd (huvud och bål) av 42 till 60 cm (sällan upp till 93 cm), en svanslängd av 2,5 till 19 cm och en vikt mellan 3,8 och 5,4 kg. Kroppen är liksom hos andra jordpiggsvin täckt av avplattade taggar och dessutom förekommer borstiga hår. Taggarna har ljusa spetsar vad som ger ovansidan en mörkbrun till svartaktig färg med ljusa punkter. Dessutom finns en ränna på varje taggarna på undersidan är mjukare och ljusare. Det korta avrundade huvudet kännetecknas av små ögon och öron. Filippinskt piggsvin har fyra fingrar vid framtassarna och fem tår vid bakfötterna. Alla är utrustade med korta klor. Taggarna på svansen är ihåliga vid spetsen och när de skakas framkallas ett rasslande ljud.

## Utbredning och habitat
Piggsvinet är endemiskt för östra Filippinerna. Arten hittas i låglandet på Palawan och mindre öar i samma region. Habitatet varierar mellan skogar, gräsmarker och jordbruksmark.

## Ekologi
När honor inte är brunstig lever varje individ ensam. Enligt en annan källa förekommer små familjegrupper liksom hos de andra egentliga piggsvin. De är aktiva på natten och vandrar ibland 16 km för att hitta föda. Filippinskt piggsvin äter främst växtdelar som rötter, nedfallna frukter eller kokosnöt, jordstam och bär. I mindre mått ingår insekter och kadaver i födan. Arten gnager på ben för att få kalcium och på trä eller bark för att hålla framtänderna korta.
På dagen vilar arten i bergssprickor eller bland trädens rötter. Piggsvinet kan även sova i självgrävda håligheter eller i underjordiska bon som skapades av andra djur. När det känner sig hotad riktar det taggarna upp. När fienden inte försvinner trampar piggsvinet med foten på marken och det skapar ett rasslande läte med svansens taggar. Samtidig utförs en rörelse mot fienden med baksidan framåt.
Honor kan vara brunstiga mellan mars och december. När ett par har hittat sig håller det ihop hela säsongen. Efter parningen är honan 93 till 105 dagar dräktig och sedan föds en eller sällan två ungar. Ungarna börjar med fast föda efter två veckor men först efter tre till fyra månader slutar honan helt med digivning. Könsmognaden infaller efter 9 till 18 månader. Filippinskt piggsvin kan leva 9 till 15 år.

## Filippinskt piggsvin och människor
Detta piggsvin jagas för köttets skull och taggarna används inom konsthantverk. I områden där kokosnötpalmer eller andra träd odlas betraktas arten som skadedjur. Några insekter som parasiterar på piggsvinet kan överföra sjukdomar.
Förutom jakten hotas arten av skogsavverkningar. Ibland fångas den för att hålla den som sällskapsdjur. IUCN kategoriserar arten globalt som sårbar.